# Цветана Дякович
Цветана Владимир Дякович е българска оперна певица и вокална педагожка.

## Биография
Родена е през 1907 г. в София. Завършва Държавната музикална академия. Учи пеене при проф. Георги Златев-Черкин. Тя е първата и постоянна изпълнителка в Радио „София“. Работи като артистка в Софийската народна опера. Основателка е и първа солистка на Българската хорова капела „Светослав Обретенов“. Преподава в Българската държавна консерватория.
Личният ѝ архив се съхранява във фонд 1659К в Централен държавен архив. Той се състои от 388 архивни единици от периода 1921 – 1982 г.